# Alexandr Povětkin
Alexandr Vladimirovič Povětkin (rusky Алекса́ндр Влади́мирович Пове́ткин; * 2. září 1979 Kursk, Sovětský svaz) je ruský profesionální boxer a současný držitel titulu mistra světa v těžké váze organizace WBA, který získal 27. srpna 2011 vítězstvím nad tatarským Uzbekem Ruslanem Čagajevem.
V letech 2009 až 2011 ho trénoval známy boxerský trenér a televizní komentátor Teddy Atlas. Povětkinovým současným trenérem je Alexandr Zimin. Byl poražen pouze dvakrát. Jednou 5. října 2013 v Moskvě Vladimirem Kličkem a podruhé tento rok[kdy?] Anthonym Joshuou (KO).